# إميرود توبيا
إميرود توبيا (بالإنجليزية: Emeraude Toubia)‏ (ولدت في 1 مارس 1989) ممثلة وعارضة أزياء كندية أمريكية، اشتهرت عن دورها في مسلسل الخيال صيادو الظل

## نشأتها
ولدت توبيا في فانكوفر، كولومبيا البريطانية، ونشأت في براونزفيل، تكساس، أصل والدتها، ميرتا سونيا، من سيوداد فيكتوريا، المكسيك، ووالدها لبناني.

## روابط خارجية
- الموقع الرسمي
- إميرود توبيا على موقع IMDb (الإنجليزية)
- إميرود توبيا على موقع ألو سيني (الفرنسية)
- إميرود توبيا على موقع قاعدة بيانات الفيلم (الإنجليزية)
- إميرود توبيا على موقع كينوبويسك (الروسية)